# Christian Terlizzi
Christian Terlizzi (* 22. November 1979 in Rom) ist ein italienischer ehemaliger Fußballspieler. Er spielte auf der Position des zentralen Verteidigers.

## Karriere

### Im Verein
Er begann seine Karriere bei Lanuvio Campoleone, dann wechselte er zu Albalonga, jedoch startete seine Laufbahn erst 1996 richtig, als er von der AS Lodigiani, der dritten Mannschaft in Rom, verpflichtet wurde. In seiner Debütsaison spielte Lodigiani in der Serie C1. Terlizzi verbuchte nur einen Einsatz, in der folgenden Saison betritt er zweimal das Feld.
Nach mehreren Meisterschaften in der Serie D mit Formationen wie Tivoli Calcio, AS Castelli Romani und Selargius Calcio wurde er im September 2001 von Teramo Calcio verpflichtet. Daraufhin spielte er in der Saison 2002/03 bei AC Cesena und gab damit sein Debüt in der Serie A. In der Saison 2003/04 wurde Terlizzi von US Palermo unter Vertrag genommen. Mit den Sizilianern spielte er auf gutem Niveau. Er absolvierte 13 Spiele und erzielte ein Tor.
Die Saison 2005/06 begann gut für Terlizzi, er spielte viele Spiele und zeigte, dass er ein Verteidiger mit großer Kapazität ist. Am Ende der Meisterschaft hatte Palermo dank Calciopoli die Qualifikation für den UEFA-Pokal geschafft, Terlizzi wurde mit 21 Einsätzen und fünf Toren zu einem der Protagonisten.
Im Sommer 2006 wurde Terlizzi nicht in den Plänen des Trainers Francesco Guidolin berücksichtigt und entschied sich das Team zu wechseln. Zusammen mit Pietro Accardi ging er zu Sampdoria Genua.
In der Saison 2006/07 musste er im September nach einem Verkehrsunfall aussetzen. Nachdem er den Unfall überstanden hatte, konnte er zurückkehren. Im Oktober in der Partie gegen AC Parma lief Terlizzi wieder auf. Eine neuerliche Verletzung, ein Bandscheibenvorfall, zwang ihn zu einer erneuten Pause. Nach einer langen Auszeit wechselte Terlizzi am 5. Juli 2007 von Sampdoria zu Catania Calcio.
Nach einer guten ersten Saisonhälfte für Catania musste Terlizzi nach einer Streitigkeit mit Trainer Silvio Baldini auf die Tribüne und konnte erst wieder in das Aufgebot, nachdem Baldini am 32. Spieltag der Saison 2007/08 durch Walter Zenga ersetzt wurde.

### In der Nationalmannschaft
Am 16. August 2006 gab Terlizzi sein Debüt in der italienischen Nationalmannschaft im Spiel in Livorno gegen Kroatien. Die Partie endete 2:0 für die Gäste. In diesem Spiel wurden neben Terlizzi, vier weitere Spieler von Sampdoria eingesetzt Cristian Zenoni, Gennaro Delvecchio, Giulio Falcone und Angelo Palombo.